# David Hall (político australiano)

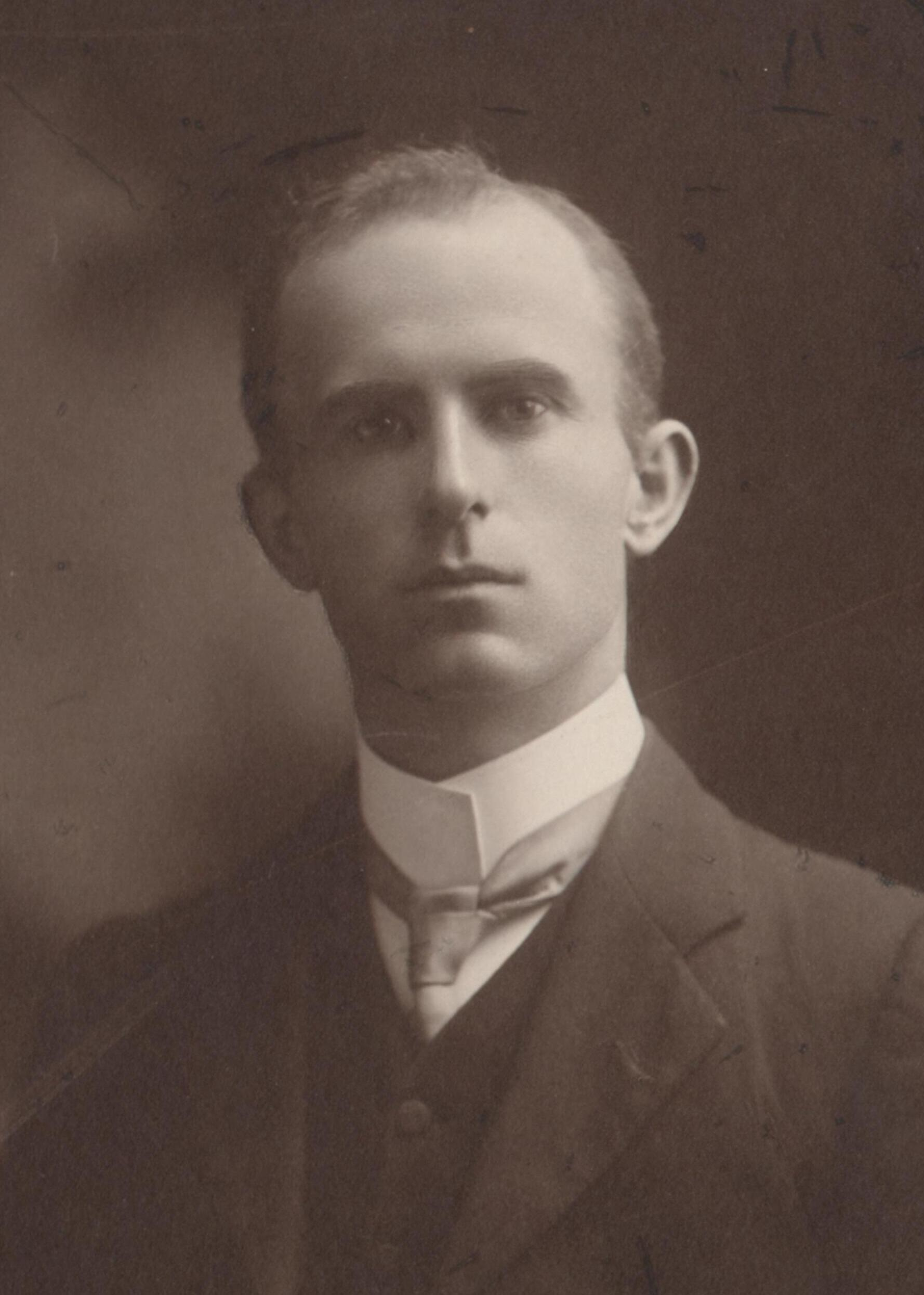

David Robert Hall (5 de março de 1874 - 6 de setembro de 1945) foi um político australiano que foi membro do Parlamento da Austrália.